# Travis Banton

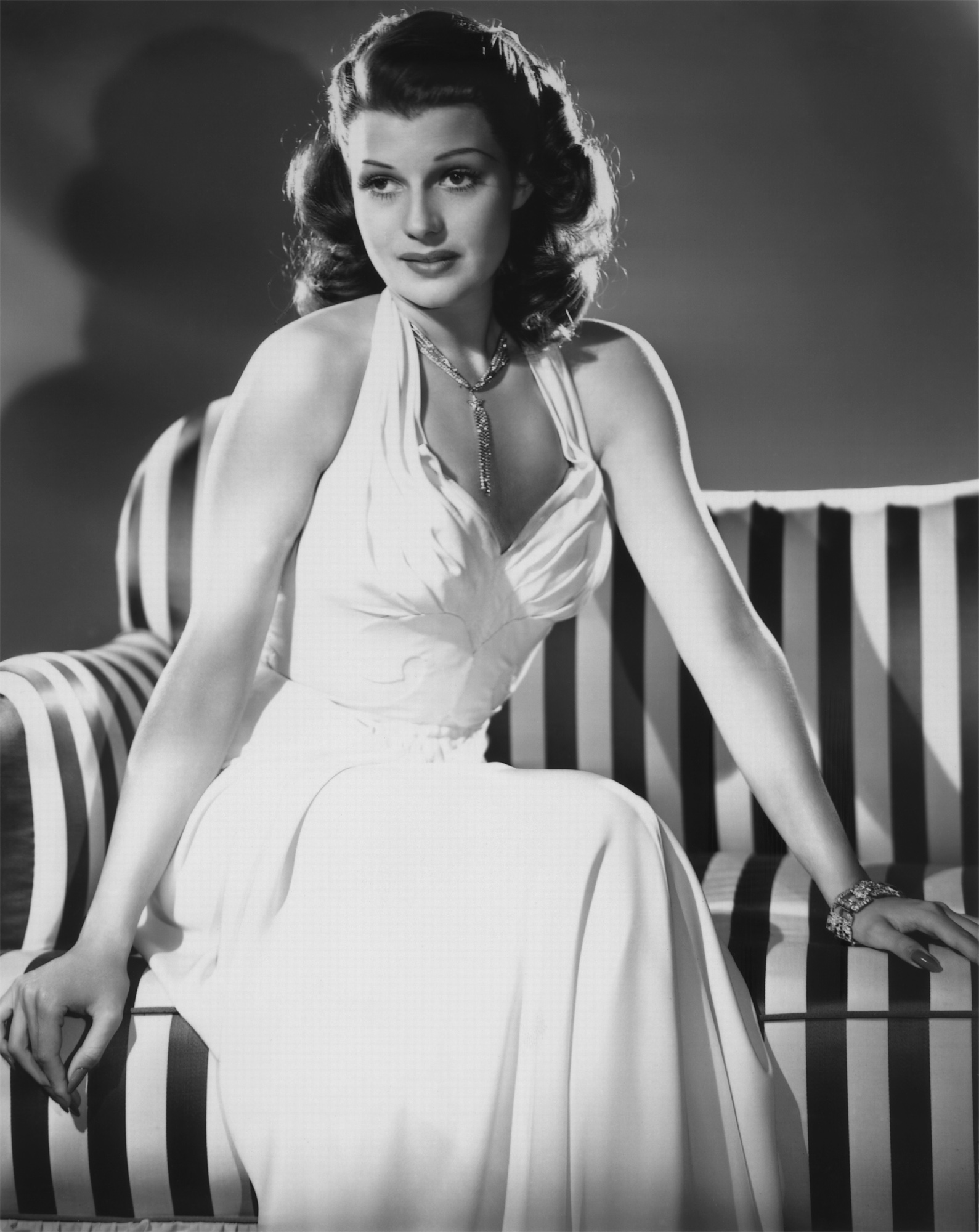
La actriz Rita Hayworth con un vestido de Banton

Travis Banton (Waco, 18 de agosto de 1894-Los Ángeles, 2 de febrero de 1958) fue un diseñador de vestuario y de moda estadounidense. Jefe de vestuario de Paramount Pictures, destacó por sus diseños para diversas películas de la época dorada de Hollywood.

## Biografía
Estudió en la Universidad de Columbia y la Art Student's League de Nueva York. En 1924 se instaló en Hollywood, donde fue contratado por la Paramount. Vistió a una gran cantidad de actrices de los años 1920, 1930 y 1940, como Mae West, Claudette Colbert, Loretta Young, Marlene Dietrich, Carole Lombard, Dolores Costello, Linda Darnell, Carmen Miranda, Rita Hayworth, Betty Grable, Joan Bennett, Merle Oberon, Lucille Ball y Joan Fontaine.
Colaboró en varias películas con el director Josef von Sternberg y la actriz Marlene Dietrich, para los que confeccionó diseños de aire exótico, acorde con las ambientaciones del director austríaco. En dichos vestidos se prodigó con un vestuario lujoso y un amplio exceso de complementos, como pieles, plumas, velos y medias de encaje, destacando particularmente el vestido de Shanghai Lily de Shanghai Express (1932), y el vestido Fabergé de Angel (1937).
En su etapa en Paramount destacó por un vestuario elegante y sensual, con vestidos cortados al bies, que fueron característicos de la imagen de dicha compañía en esos años. En 1939, Banton fichó por 20th Century Fox y, entre 1945 y 1948, trabajó para Universal Studios. Desde 1950 se dedicó al trabajo de minorista.

## Vestuario para películas
- It, 1927
- Wings, 1927
- Morocco, 1930
- Girls About Town, 1931
- Shanghai Express, 1932
- Trouble in Paradise, 1932
- I'm No Angel, 1933
- Belle of the Nineties, 1934
- Cleopatra, 1934
- The Scarlet Empress, 1934
- The Crusades, 1935
- The Devil is a Woman, 1935
- My Man Godfrey, 1936
- Yours for the Asking, 1936
- Nothing Sacred, 1937
- Made for Each Other, 1939
- The Mark of Zorro, 1940
- Down Argentine Way, 1940
- That Night in Rio, 1941
- Blood and Sand, 1941
- Moon Over Miami, 1941
- Cover Girl, 1944
- Scarlet Street, 1945
- A Song to Remember, 1945
- Lover Come Back, 1946
- Letter from an Unknown Woman, 1948